# DCSS
DCSS (на английски: Delta Cryogenic Second Stage) – ускорителен блок, използван в конфигурацията на ракетите – носители Делта III и Делта IV. Планира се използването му в Блок I на новата разработка Space Launch System. Ускорителният блок DCSS се произвежда в два варианта с диаметър 4 и 5 метра. От 2007 г. насам в производство е само четириметровата модификация.

## Дизайн
Ускорителен блок DCSS е конструиран в края на 90-те години на 20 век за нуждите на НАСА. Независимо от произвежданата модификация двигателят е един Pratt & Whitney RL-10 B2, работещ с криогенни компоненти – течен кислород (LOX) и течен водород (LH2). Разликата между вариантите използвани в ракетите Делта III и Делта IV е в по-големия горивен резервоар на последната.

## Спецификация

### DCSS-4
- Двигател: един Pratt & Whitney RL-10 B2
- Тяга: 110,1 kN
- Специфичен импулс: 462 сек.
- Време на работа: 850 сек.
- Гориво: течен водород (LH2)
- Окислител: течен кислород (LOX)
- Височина: 12,2 м.
- Диаметър: 4 м.
- Сухо тегло: 2850 кг.
- Максимална маса: 24 170 кг.

### DCSS-5
- Двигател: един Pratt & Whitney RL-10 B2
- Тяга: 110,1 kN
- Специфичен импулс: 462 сек.
- Време на работа: 1125 сек.
- Гориво: течен водород (LH2)
- Окислител: течен кислород (LOX)
- Височина: 13,7 м.
- Диаметър: 5 м.
- Сухо тегло: 3490 кг.
- Максимална маса: 30 710 кг.